# Carl Johan Thyselius
Carl Johan Thyselius est un homme d'État suédois né le 8 juin 1811 à Haninge et mort le 11 janvier 1891 à Stockholm. Il est ministre d'État de juin 1883 à mai 1884.

## Biographie

### Jeunesse et carrière professionnelle
Carl Johan Thyselius, fils de l'évêque Pehr Thyselius, a étudié à l'université d'Uppsala à partir de 1827. Comme beaucoup d'autres personnalités de son temps, il a combiné sa carrière professionnelle avec des activités politiques. Il a d'abord assumé quelques fonctions au sein de l'administration de la justice avant d'être juge (Justitieråd) à la Cour suprême de Suède (Högsta domstolen) de 1856 à 1860.
Après un premier poste de ministre, il est devenu président de l'Autorité pour le droit, les finances et l'administration (Kammarkollegiet), la plus ancienne institution publique de Suède, de 1864 à 1875.

### Carrière politique
Thyselius a commencé sa carrière politique le 2 novembre 1860, lorsqu'il a pris en charge le poste de ministre des Affaires ecclésiastiques (Ecklesiastikminister), qui incluait également le poste de ministre de l'Éducation. Il occupe cette fonction jusqu'en 1863 sous les premiers ministres Louis De Geer et Ludvig Manderström.
De 1863 à 1864, il est président du comté de Kronoberg. Il a également représenté ce district de 1868 à 1886 en tant que député à la Première Chambre du Riksdag.
En 1875, il rejoint le gouvernement sous les premiers ministres De Geer et Oscar Björnstjerna, cette fois à la tête du ministère de l'Administration publique (Civilminister), responsable du commerce, de l'industrie et de la navigation. Il a conservé cette fonction après la réforme du gouvernement de 1876, qui a conduit De Geer à devenir le premier Premier ministre unique. Avec De Geer, il démissionne de son poste le 19 avril 1880.
Après la démission du successeur de De Geer, Arvid Posse, le 13 juin 1883, il assume lui-même la fonction de Premier ministre à la demande du roi Oscar II. Temporairement, il a également repris la direction du ministère de l'Administration publique. Il a été le premier ministre de premier plan non issu de l'aristocratie et, à 72 ans, le plus vieux premier ministre de Suède.
Le 16 mai 1884, il démissionne cependant après seulement onze mois de mandat.